# Hideaki Ozawa
Hideaki Ozawa (jap. 小澤 英明 Ozawa Hideaki; ur. 17 marca 1974) – japoński piłkarz występujący na pozycji bramkarza.

## Kariera klubowa
Od 1992 do 2012 roku występował w klubach Kashima Antlers, Yokohama F. Marinos, Cerezo Osaka, FC Tokyo, Sportivo Luqueño i Albirex Niigata.